# Widderbrunnen (Kaiserstuhl)

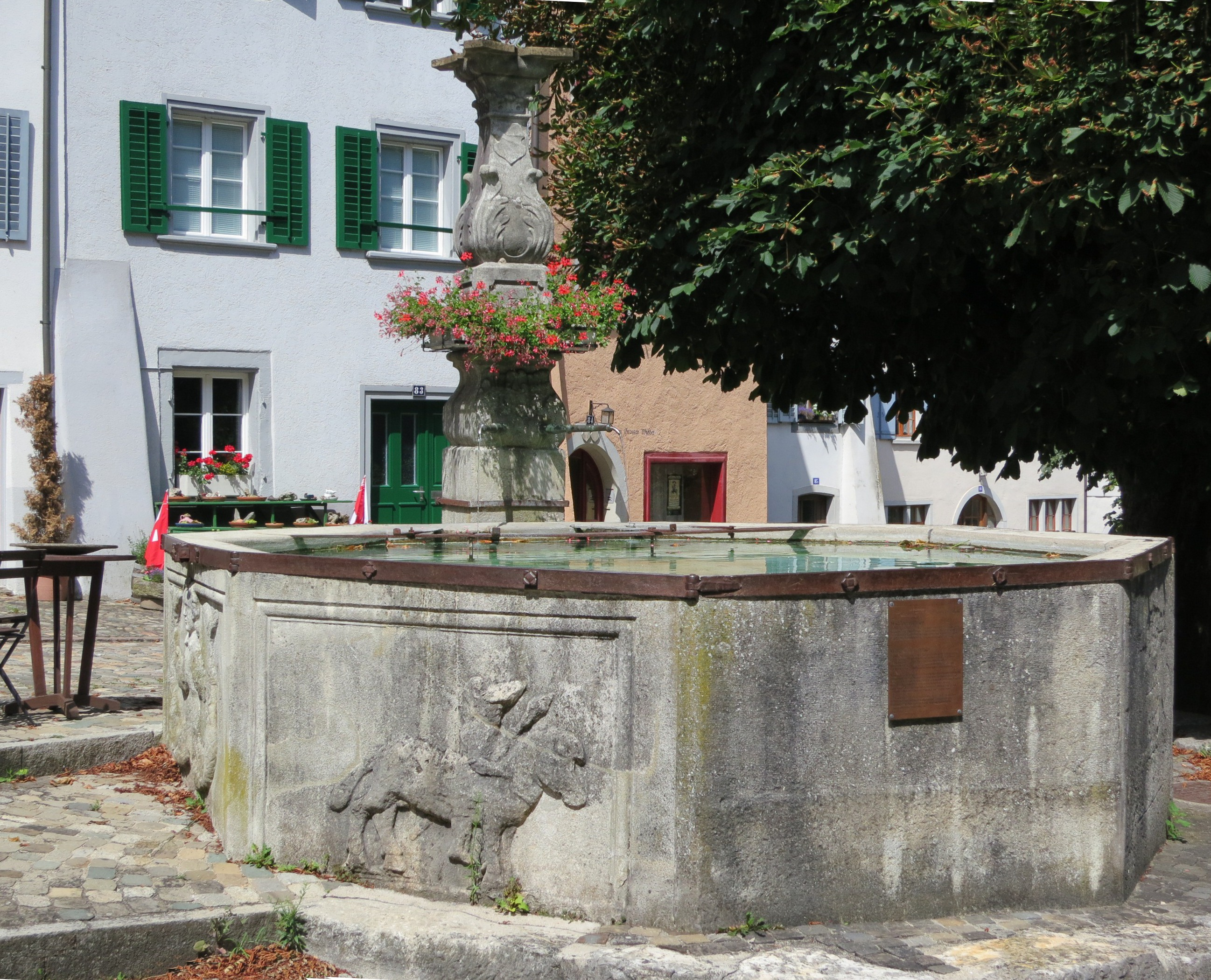
Widderbrunnen in Kaiserstuhl

Der Widderbrunnen ist ein Steinbrunnen aus dem Jahr 1615 in Kaiserstuhl, einem Ortsteil von Zurzach im Schweizer Kanton Aargau.
Die Brunnensäule mit dem Zufluss des Brunnens, der aus dem Grundwasserlauf gespeist wird, ist nicht das namensgebende Motiv, sondern die Reliefplatten des achteckigen Brunnenbeckens, auf denen mehrere Widder dargestellt sind. Nach dem Brunnen wiederum ist sein Standort Widderplatz benannt. Mit dem Widderbrunnen gewann die kleine Stadt Kaiserstuhl den Schweizer Brunnenpreis 2020.
Der Widderbrunnen am Widderplatz ist in der Liste der Kulturgüter in Zurzach verzeichnet.